# Hiraç Yagan
Hiraç Yagan (in armeno Հիրաչ Յագան?; Etterbeek, 3 gennaio 1989) è un ex calciatore armeno, di ruolo centrocampista.

## Carriera
Il 18 maggio 2015 fa il suo esordio con la maglia del Servette in occasione della vittoria in casa del Wohlen per 3-1.

## Palmarès

### Club

#### Competizioni nazionali
- Campionato belga: 1

Standard Liegi: 2008-2009
- Promotion League: 1

Servette: 2015-2016